# Ecnomiohyla thysanota
Ecnomiohyla thysanota är en groddjursart som först beskrevs av William Edward Duellman 1966.  Ecnomiohyla thysanota ingår i släktet Ecnomiohyla och familjen lövgrodor. IUCN kategoriserar arten globalt som otillräckligt studerad. Inga underarter finns listade i Catalogue of Life.